# دانته دی‌پائولو
دانته دی‌پائولو (ایتالیایی: Dante DiPaolo؛ ‏ ۱۸ فوریهٔ ۱۹۲۶ – ۴ سپتامبر ۲۰۱۳) یک بازیگر و رقصنده اهل ایالات متحده آمریکا بود.
از فیلم‌هایی که وی در آن نقش داشته‌است، می‌توان به شش زن برای قاتل، دختری که زیاد می‌دانست، پونتیوس پیلاطس، هفت عروس برای هفت برادر، سوئیت چریتی، کارمن و داستان یوسف و برادرانش اشاره کرد.